# Municipio de Lincoln (condado de Clark, Misuri)
El municipio de Lincoln (en inglés: Lincoln Township) es un municipio ubicado en el condado de Clark en el estado estadounidense de Misuri. En el año 2010 tenía una población de 2538 habitantes y una densidad poblacional de 23,16 personas por km².

## Geografía
El municipio de Lincoln se encuentra ubicado en las coordenadas 40°25′50″N 91°46′13″O / 40.43056, -91.77028. Según la Oficina del Censo de los Estados Unidos, el municipio tiene una superficie total de 109.56 km², de la cual 108,59 km² corresponden a tierra firme y (0,89 %) 0,98 km² es agua.

## Demografía
Según el censo de 2010, había 2538 personas residiendo en el municipio de Lincoln. La densidad de población era de 23,16 hab./km². De los 2538 habitantes, el municipio de Lincoln estaba compuesto por el 98,54 % blancos, el 0,24 % eran afroamericanos, el 0,12 % eran amerindios, el 0,2 % eran asiáticos, el 0,08 % eran de otras razas y el 0,83 % eran de una mezcla de razas. Del total de la población el 0,75 % eran hispanos o latinos de cualquier raza.